# Родыгин, Александр Иванович
Александр Иванович Родыгин (1919—2012) — советский и российский учёный, доктор геолого-минералогических наук, профессор.
Автор более 100 опубликованных работ, в том числе 8 монографий и 10 учебно-методических пособий.

## Биография
Родился 20 августа 1919 года в селе Новый Порос Новониколаевского уезда Томской губернии, ныне Мошковского района Новосибирской области, в семье Иван Терентьевича Родыгина (1882—1948) и его жены — Валентины Ивановны Петровой (1887—1962). В их семье родилось 12 детей, большинство из которых умерли в раннем возрасте). В 1931 году родители Александра были раскулачены и сосланы в Чаинский район Западно-Сибирского края. В 1935 году они были восстановлены в правах.
По окончании в 1939 году средней школы в селе Бакчар, Александр Родыгин поступил на геолого-почвенный факультет Томского государственного университета (ТГУ). В июне 1941 года, после окончания второго курса обучения, был призван в Красную армию и направлен служить на Дальний Восток. Участник Великой Отечественной и Советско-японской войн. Служил красноармейцем 567-го отдельного стрелкового батальона 1-й Краснознаменной армии, затем — рядовым 547-го автотраснспортного батальона и рядовым 158-го армейского запасного стрелкового полка 1-й Краснознаменной армии Дальневосточного фронта. С апреля 1943 по август 1944 года — курсант Благовещенского военно-пехотного училища в городе Свободном Амурской области. По окончании училища в звании лейтенанта служил в Петропавловске-Камчатском, участвовал в освобождении Курильских островов. Демобилизовался из армии 1 декабря 1946 года.
Вернувшись в Томск, А. И. Родыгин продолжил учёбу в ТГУ, который окончил с отличием в 1950 году по специальности «минералогия и петрография». Будучи студентом, получал Сталинскую стипендию. окончив вуз, остался в нём работать ассистентом кафедры исторической геологии. В июне 1956 года защитил кандидатскую диссертацию на тему «Геологический очерк северного склона Сайлюгемского хребта в юго-восточной части Горного Алтая». С мая 1958 года — доцент, с октября 1965 года — старший научный сотрудник (одновременно докторант) ТГУ. В марте 1969 года Александр Иванович защитил докторскую диссертацию на тему «Докембрий Горного Алтая».
С июня 1969 года работал профессором кафедры исторической геологии, с декабря 1978 года являлся заведующим кафедрой палеонтологии и исторической геологии Томского государственного университета. С декабря 1989 профессор этой же кафедры. В 1969—1975 годах А. И. Родыгин был деканом геолого-географического факультета ТГУ. Входил в состав советов факультета и университета, был научным руководителем научно-исследовательской лаборатории структурной геологии и тектоники.
Одновременно с научно-преподавательской, занимался общественной работой. Редактировал стенную факультетскую газету, будучи членом КПСС избирался членом парткома университета, а также членом и секретарем партбюро и председателем профбюро факультета. Входил в состав методического совета ТГУ. Был председателем окружной избирательной комиссии.
Умер 27 августа 2012 года в Томске.

## Заслуги
- Был награждён орденом Отечественной войны II степени (1985), а также медалями, в числе которых «За победу над Японией» (1945), «За доблестный труд» (1970), «Ветеран труда» (1984), «Медаль Жукова» (1996) и многие юбилейные медали.
- Награждён почетным знаком «Активист семилетки ГДР» (1960).
- Заслуженный деятель науки РФ (1995) и Почетный разведчик недр (1999).
- Удостоен нагрудного знака Минвуза СССР «За отличные успехи в работе» (1980) и памятного знака Министерства природных ресурсов РФ «300 лет Горно-геологической службе России» (2000).
- Лауреат премии Томской области в сфере образования и науки (1999).
- Заслуженный профессор Томского государственного университета (2004).